# Alligny-Cosne
Alligny-Cosne és un municipi francès, situat al departament del Nièvre i a la regió de Borgonya - Franc Comtat. L'any 2007 tenia 863 habitants.

## Demografia

### Població
El 2007 la població de fet d'Alligny-Cosne era de 863 persones. Hi havia 384 famílies, de les quals 124 eren unipersonals (48 homes vivint sols i 76 dones vivint soles), 116 parelles sense fills, 112 parelles amb fills i 32 famílies monoparentals amb fills.
La població ha evolucionat segons el següent gràfic:
Habitants censats

### Habitatges
El 2007 hi havia 597 habitatges, 387 eren l'habitatge principal de la família, 126 eren segones residències i 84 estaven desocupats. 581 eren cases i 12 eren apartaments. Dels 387 habitatges principals, 328 estaven ocupats pels seus propietaris, 49 estaven llogats i ocupats pels llogaters i 10 estaven cedits a títol gratuït; 1 tenia una cambra, 27 en tenien dues, 86 en tenien tres, 133 en tenien quatre i 141 en tenien cinc o més. 309 habitatges disposaven pel capbaix d'una plaça de pàrquing. A 182 habitatges hi havia un automòbil i a 171 n'hi havia dos o més.

### Piràmide de població
La piràmide de població per edats i sexe el 2009 era:
| Homes | Edats   | Dones |
| ----- | ------- | ----- |
| 4     | 95 o +  | 0     |
| 4     | 90 a 94 | 4     |
| 0     | 85 a 89 | 16    |
| 0     | 80 a 84 | 8     |
| 28    | 75 a 79 | 12    |
| 36    | 70 a 74 | 32    |
| 24    | 65 a 69 | 24    |
| 20    | 60 a 64 | 32    |
| 12    | 55 a 59 | 12    |
| 32    | 50 a 54 | 24    |
| 36    | 45 a 49 | 40    |
| 36    | 40 a 44 | 40    |
| 32    | 35 a 39 | 8     |
| 32    | 30 a 34 | 40    |
| 4     | 25 a 29 | 16    |
| 32    | 20 a 24 | 8     |
| 20    | 15 a 19 | 24    |
| 24    | 10 a 14 | 24    |
| 24    | 5 a 9   | 20    |
| 8     | 0 a 4   | 20    |

## Economia
El 2007 la població en edat de treballar era de 537 persones, 388 eren actives i 149 eren inactives. De les 388 persones actives 347 estaven ocupades (195 homes i 152 dones) i 41 estaven aturades (18 homes i 23 dones). De les 149 persones inactives 66 estaven jubilades, 35 estaven estudiant i 48 estaven classificades com a «altres inactius».

### Ingressos
El 2009 a Alligny-Cosne hi havia 415 unitats fiscals que integraven 921 persones, la mediana anual d'ingressos fiscals per persona era de 17.168 €.

### Activitats econòmiques
Dels 31 establiments que hi havia el 2007, 1 era d'una empresa alimentària, 1 d'una empresa de fabricació de material elèctric, 2 d'empreses de fabricació d'altres productes industrials, 9 d'empreses de construcció, 7 d'empreses de comerç i reparació d'automòbils, 2 d'empreses de transport, 1 d'una empresa d'hostatgeria i restauració, 1 d'una empresa d'informació i comunicació, 5 d'empreses de serveis, 1 d'una entitat de l'administració pública i 1 d'una empresa classificada com a «altres activitats de serveis».
Dels 13 establiments de servei als particulars que hi havia el 2009, 1 era una oficina de correu, 3 tallers de reparació d'automòbils i de material agrícola, 4 paletes, 1 guixaire pintor, 1 fusteria, 1 electricista, 1 empresa de construcció i 1 perruqueria.
Dels 2 establiments comercials que hi havia el 2009, 1 era una botiga de més de 120 m² i 1 una botiga de menys de 120 m².
L'any 2000 a Alligny-Cosne hi havia 36 explotacions agrícoles que ocupaven un total de 2.668 hectàrees.

## Equipaments sanitaris i escolars
El 2009 hi havia una escola elemental integrada dins d'un grup escolar amb les comunes properes formant una escola dispersa.

## Poblacions més properes
El següent diagrama mostra les poblacions més properes.